# Lepidus praecisio
Lepidus praecisio es la única especie conocida del género extinto Lepidus (gr. "Fragmentos fascinantes"), que vivió a finales del período Triásico, hace 223 millones de años durante el Carniense, en lo que hoy es Norteamérica. Fue descubierto en las inmediaciones de Otis Chalk, en el Condado de Howard (Texas), dentro de la unidad estratigráfica Dockum.

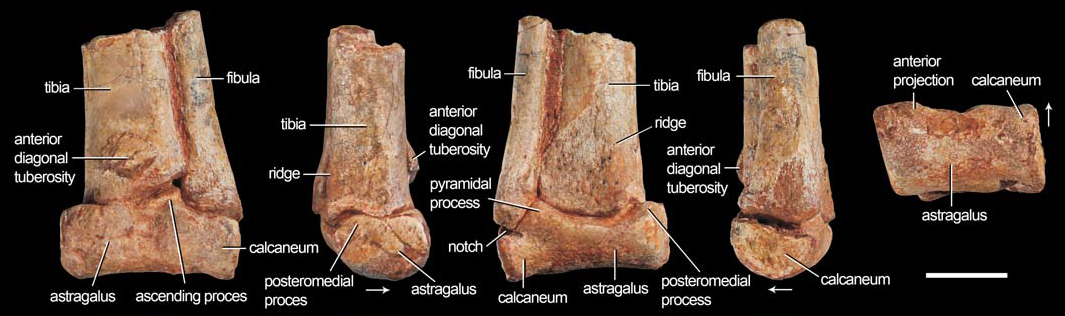
Huesos fósiles del tobillo, holotipo.

Fue descrita en 2015 por Nesbitt y Ezcurra, quienes con sus estudios descubrieron que era un nuevo taxón, al que nombraron Lepidus praecisio. El nombre del género en latín significa "fascinante", y el nombre de la especie en latín significa "fragmento", o "chatarra". El material holotipo incluye una tibia, un astrágalo y el peroné, y otros materiales que incluyen un fémur y el maxilar. El material holotipo está bien conservado y muestra signos de cicatrices musculares. El astrágalo y calcáneo están claramente fundidos, sin sutura visible. La tibia se asemeja a las de los neoterópodos, en su morfología general, además la tibia se asemeja a las de Camposaurus, Coelophysis, Tawa hallae, Eodromaeus, y Herrerasaurus. 
Se realizó un análisis filogenético, incluyendo con y sin material referido, que se muestra a continuación.

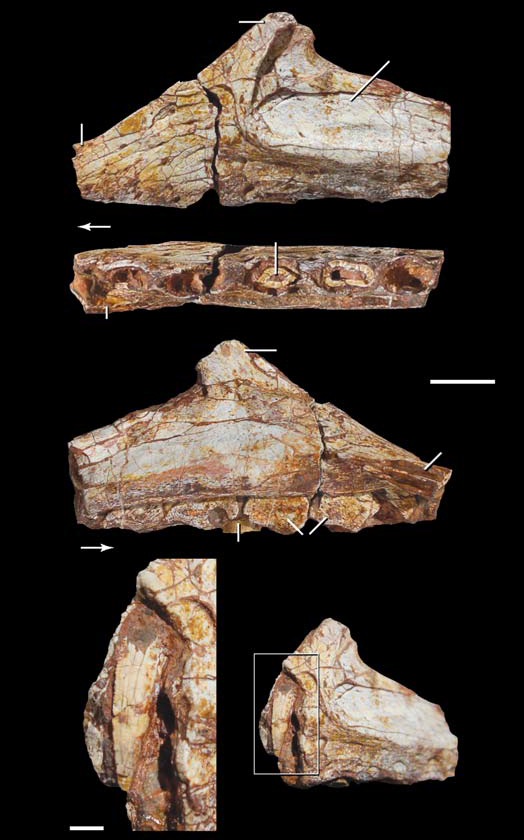
Fósil parcial del maxilar que pudo haber pertenecido al holotipo.

|  | Coelophysis bauri                                                                    |
|  |                                                                                      |
|  | \| \| Coelophysis rhodesiensis \| \| \| \| \| \| Camposaurus arizonensis \| \| \| \| |
|  |                                                                                      |
|  | Coelophysis rhodesiensis                                                             |
|  |                                                                                      |
|  | Camposaurus arizonensis                                                              |
|  |                                                                                      |

|  | Coelophysis rhodesiensis |
|  |                          |
|  | Camposaurus arizonensis  |
|  |                          |

|  | Coelophysis bauri                                                                    |
|  |                                                                                      |
|  | \| \| Coelophysis rhodesiensis \| \| \| \| \| \| Camposaurus arizonensis \| \| \| \| |
|  |                                                                                      |
|  | Coelophysis rhodesiensis                                                             |
|  |                                                                                      |
|  | Camposaurus arizonensis                                                              |
|  |                                                                                      |

|  | Coelophysis rhodesiensis |
|  |                          |
|  | Camposaurus arizonensis  |
|  |                          |

|  | Coelophysis bauri                                                                    |
|  |                                                                                      |
|  | \| \| Coelophysis rhodesiensis \| \| \| \| \| \| Camposaurus arizonensis \| \| \| \| |
|  |                                                                                      |
|  | Coelophysis rhodesiensis                                                             |
|  |                                                                                      |
|  | Camposaurus arizonensis                                                              |
|  |                                                                                      |

|  | Coelophysis rhodesiensis |
|  |                          |
|  | Camposaurus arizonensis  |
|  |                          |

|  | Coelophysis bauri                                                                    |
|  |                                                                                      |
|  | \| \| Coelophysis rhodesiensis \| \| \| \| \| \| Camposaurus arizonensis \| \| \| \| |
|  |                                                                                      |
|  | Coelophysis rhodesiensis                                                             |
|  |                                                                                      |
|  | Camposaurus arizonensis                                                              |
|  |                                                                                      |

|  | Coelophysis rhodesiensis |
|  |                          |
|  | Camposaurus arizonensis  |
|  |                          |

|  | Dilophosaurus                                              |
|  |                                                            |
|  | Cryolophosaurus                                            |
|  |                                                            |
|  | \| \| Tetanurae \| \| \| \| \| \| Ceratosaurus \| \| \| \| |
|  |                                                            |
|  | Tetanurae                                                  |
|  |                                                            |
|  | Ceratosaurus                                               |
|  |                                                            |

|  | Tetanurae    |
|  |              |
|  | Ceratosaurus |
|  |              |

|  | Coelophysis bauri                                                                    |
|  |                                                                                      |
|  | \| \| Coelophysis rhodesiensis \| \| \| \| \| \| Camposaurus arizonensis \| \| \| \| |
|  |                                                                                      |
|  | Coelophysis rhodesiensis                                                             |
|  |                                                                                      |
|  | Camposaurus arizonensis                                                              |
|  |                                                                                      |

|  | Coelophysis rhodesiensis |
|  |                          |
|  | Camposaurus arizonensis  |
|  |                          |

|  | Coelophysis bauri                                                                    |
|  |                                                                                      |
|  | \| \| Coelophysis rhodesiensis \| \| \| \| \| \| Camposaurus arizonensis \| \| \| \| |
|  |                                                                                      |
|  | Coelophysis rhodesiensis                                                             |
|  |                                                                                      |
|  | Camposaurus arizonensis                                                              |
|  |                                                                                      |

|  | Coelophysis rhodesiensis |
|  |                          |
|  | Camposaurus arizonensis  |
|  |                          |

|  | Coelophysis bauri                                                                    |
|  |                                                                                      |
|  | \| \| Coelophysis rhodesiensis \| \| \| \| \| \| Camposaurus arizonensis \| \| \| \| |
|  |                                                                                      |
|  | Coelophysis rhodesiensis                                                             |
|  |                                                                                      |
|  | Camposaurus arizonensis                                                              |
|  |                                                                                      |

|  | Coelophysis rhodesiensis |
|  |                          |
|  | Camposaurus arizonensis  |
|  |                          |

|  | Coelophysis bauri                                                                    |
|  |                                                                                      |
|  | \| \| Coelophysis rhodesiensis \| \| \| \| \| \| Camposaurus arizonensis \| \| \| \| |
|  |                                                                                      |
|  | Coelophysis rhodesiensis                                                             |
|  |                                                                                      |
|  | Camposaurus arizonensis                                                              |
|  |                                                                                      |

|  | Coelophysis rhodesiensis |
|  |                          |
|  | Camposaurus arizonensis  |
|  |                          |

|  | Dilophosaurus                                              |
|  |                                                            |
|  | Cryolophosaurus                                            |
|  |                                                            |
|  | \| \| Tetanurae \| \| \| \| \| \| Ceratosaurus \| \| \| \| |
|  |                                                            |
|  | Tetanurae                                                  |
|  |                                                            |
|  | Ceratosaurus                                               |
|  |                                                            |

|  | Tetanurae    |
|  |              |
|  | Ceratosaurus |
|  |              |